# Wachsenburggemeinde

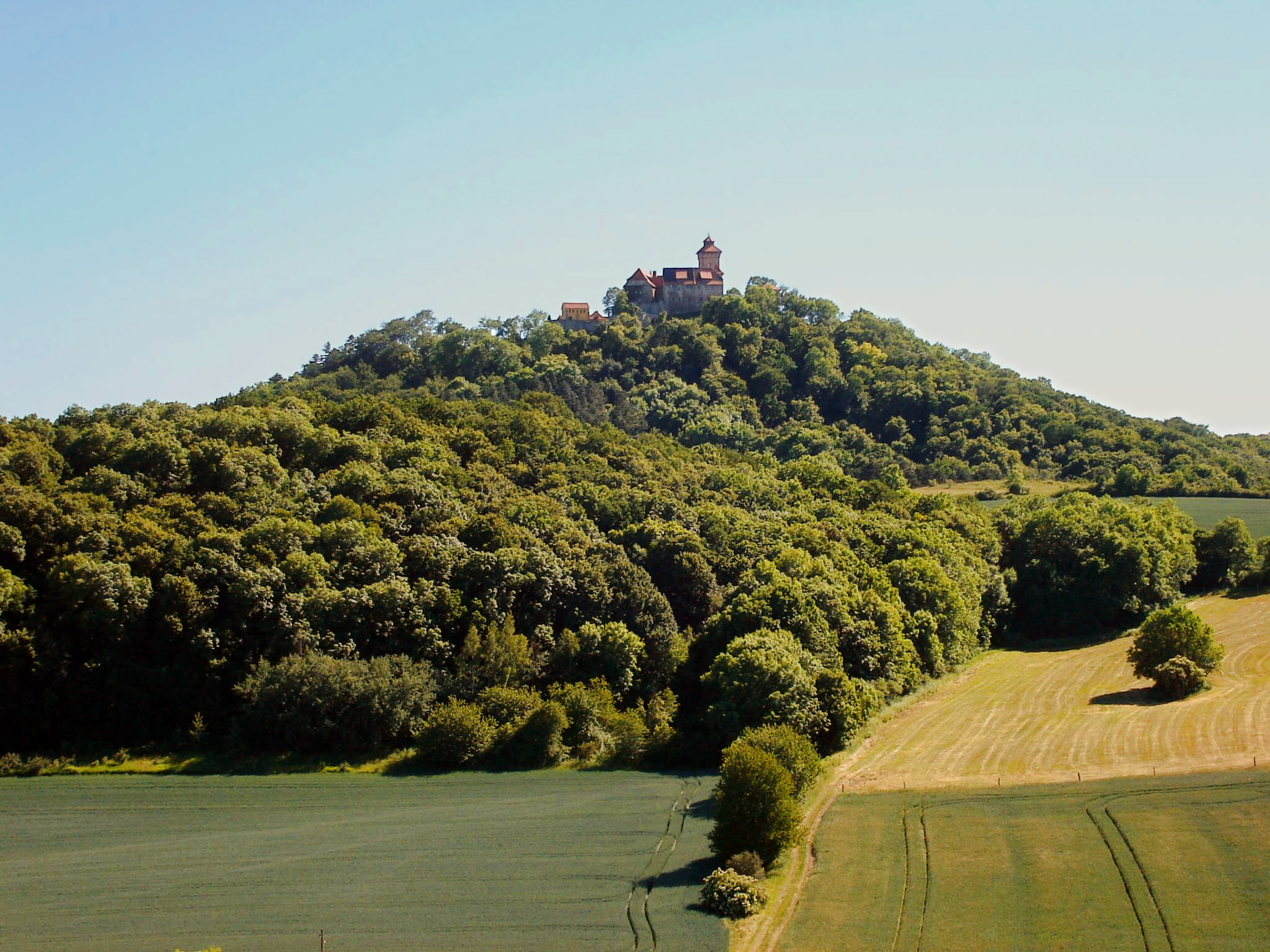
Castelul

Wachsenburggemeinde este o comună din landul Turingia, Germania.